# Nouzonville
Nouzonville ist eine französische Gemeinde mit 5.548 Einwohnern (Stand 1. Januar 2022) im Département Ardennes in der Region Grand Est. Sie gehört zum Arrondissement Charleville-Mézières und zum Kanton Charleville-Mézières-2.

## Geographie
Die Gemeinde liegt rund 20 Kilometer nordwestlich von Sedan und sechs Kilometer nördlich von Charleville-Mézières um Ufer der Maas (frz. Meuse). Zur Grenze nach Belgien sind es nur etwa sieben Kilometer. Nachbargemeinden sind Joigny-sur-Meuse im Norden, Bogny-sur-Meuse im Nordwesten und Nordosten, Neufmanil im Osten, Aiglemont im Südosten, Montcy-Notre-Dame im Südwesten und Charleville-Mézières im Westen.
Das Gemeindegebiet gehört zum Regionalen Naturpark Ardennen und erstreckt sich auf beiden Seiten des Flusses Maas, der an dieser Stelle unter dem Namen Canal de la Meuse (früher: Canal de l’Est) für die Binnenschifffahrt ausgebaut wurde. Der auf der Ostseite liegende, größere Gemeindeteil wird durch den Bach Goutelle und seinen Zufluss Nédimont zur Maas entwässert.

### Verkehrsanbindung
Entlang der Maas führen die Départementsstraße D1 von Charleville-Mézières nach Revin sowie eine Bahnstrecke von Charleville-Mézières Richtung Namur. Die Bahnlinie verläuft am rechten Flussufer und hat einen Bahnhof im Ort, während die Départementsstraße am linken Ufer beim Ortsteil Devant Nouzon verläuft, der über eine Straßenbrücke mit dem Hauptort auf der anderen Flussseite verbunden ist. Die Départementsstraße D22 verläuft ostwärts Richtung belgischer Grenze.

## Bevölkerungsentwicklung
| Jahr      | 1968 | 1975 | 1982 | 1990 | 1999 | 2006 | 2014 |
| Einwohner | 7798 | 7797 | 7355 | 6970 | 6869 | 6447 | 6107 |

## Sehenswürdigkeiten
- Pfarrkirche Saint-Marguérite aus dem 18. Jahrhundert
- Ehemalige metallverarbeitende Fabriken, die heute als Museum dienen oder als kulturelles Erbe erhalten werden.

## Wirtschaft
Wichtige Erwerbszweige sind die Forstwirtschaft, der Tourismus und seit Jahrhunderten die Fischerei. 1927 wurden nur während kurzer Zeit Automobile des Typs Cyclecar unter dem Markennamen Le Méhari produziert.

## Persönlichkeiten
- Jaoid Chiguer (1985–2021), Boxer
- Franz Bartelt (* 1949), Schriftsteller